# Q資料
Q資料（キューしりょう、ドイツ語: Logienquelle Q、英語: Q source）は、新約聖書の『マタイによる福音書』および『ルカによる福音書』の執筆の際に両福音書に共通の源泉となったと考えられる、仮説上のイエスの言葉資料である。

## 概略

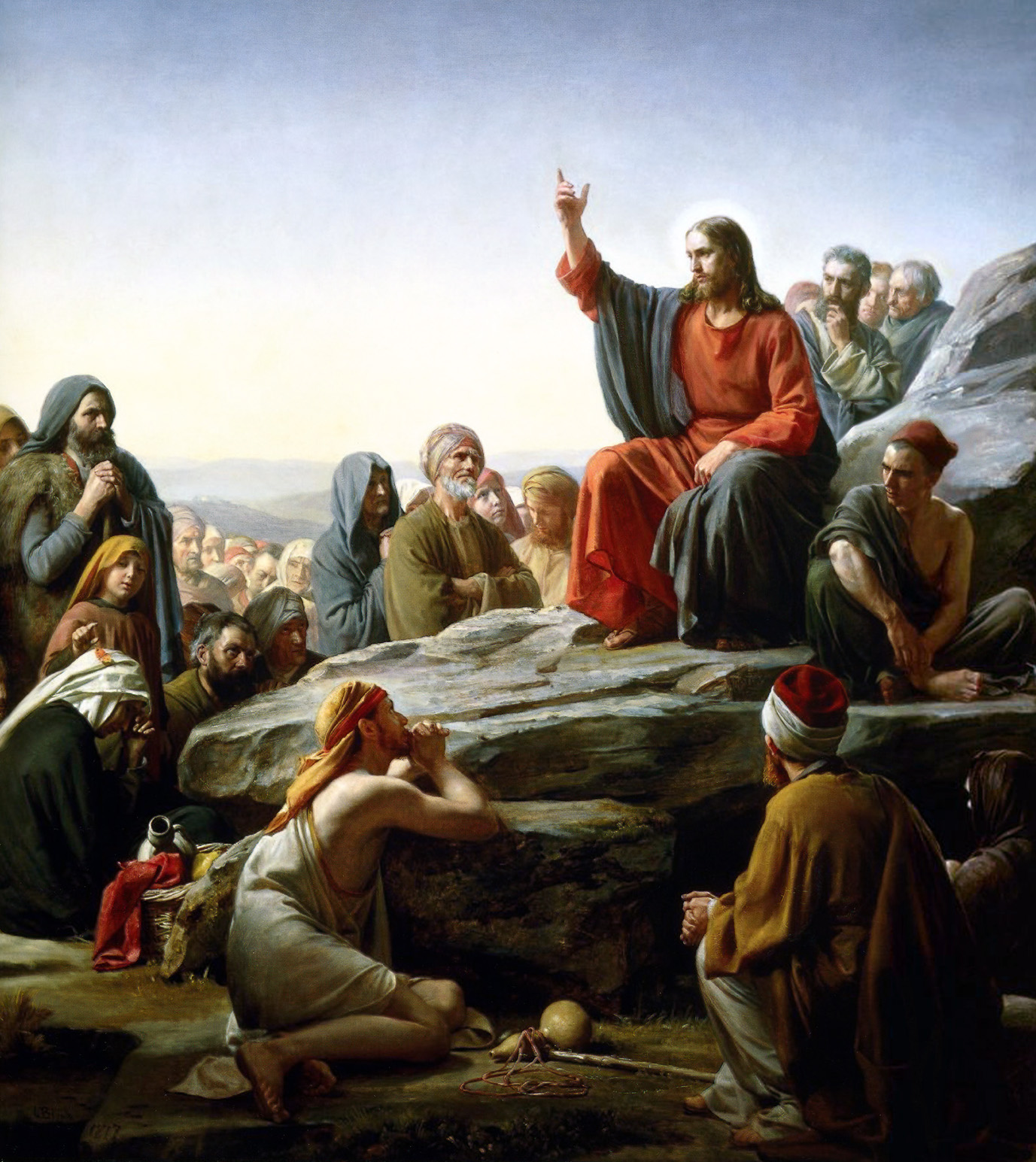
イエスの山上の垂訓。マタイ書とルカ書での山上の垂訓の描写の共通性はQ資料仮説の根拠の一つとされる。

Q資料はイエスの語録集、説法集、対話篇、またはそれに簡単な枠を付けたものであると想定されている。
19世紀以降、ドイツ、スイスを中心とするドイツ語圏の大学神学部の研究者たちによって、共観福音書に対する歴史的批判的な研究が盛んになった。その結果、マタイとマルコの両福音書の共通点は、一方が他方を省略したなどというものではなく、両者が同じ資料をもとに書かれたことに由来するという見解が有力視されるようになった。さらにルカ福音書との比較研究により、マルコには収録されていないが、マタイとルカには共通して収録されているイエスの言葉の存在が指摘され、このマタイとルカに共通のイエスの語録資料を、ドイツ語で「出典」を意味する言葉 "Quelle" の頭文字をとって「Q資料」と呼ぶようになった。
後述するように、Q資料仮説は現在ではカトリックの聖書学者にも支持する者があり、学界で広く受け入れられている学説のひとつである。しかし、Q資料そのものと同定される文献は、断片も含めいまだに発見されておらず、その存在を疑問視する学者も存在している。古代教父たちもその存在に言及していないため、もしQ資料が実在したという仮説が事実であるとすれば、極めて早い段階で消失したということになる。
Q資料には正典福音書の全てに記録される、イエスが起こしたとする奇跡や復活に関する記述はなかったと考えられている。Q資料を研究しているバートン・L・マックはイエスの説法とキュニコス派哲学の近似性に着目し、著書『失われた福音書-Q資料と新しいイエス像』でイエスは元来キュニコス派の哲学者であったとする説を提示している（キュニコス派#キリスト教との関連）。

## Q資料をめぐる議論の経緯

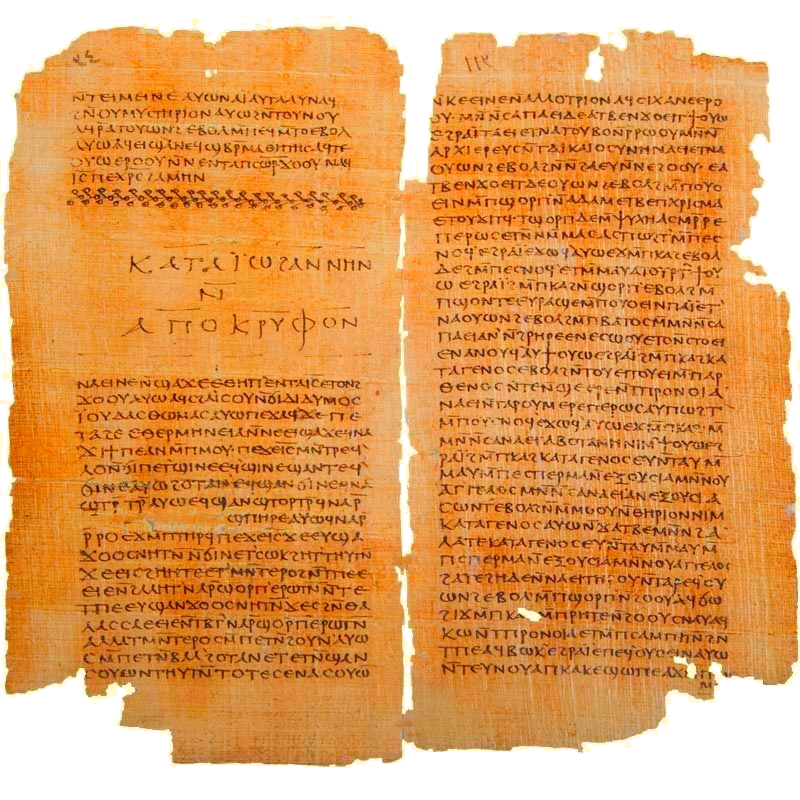
トマスによる福音書（ナグ・ハマディ写本）

カイサリアのエウセビオスの『教会史』には以下の記述がある。
長老たちによれば、マルコはペトロの通訳になり、ペトロの記憶していたことを忠実に記録したという。しかし、それは決してイエスの生涯における時間の流れに正確に沿ったものではなかった。マルコ自身はイエスに会ったことはなく、ペトロからイエスについて聞いたのである。しかしペトロの言葉も聴く人々のその時々の必要に応じたものであって、決してイエスの言葉を体系的にまとめることを意図していなかった。マルコ自身に関していうなら、彼はペトロから聞いたことを忠実に記録し、決して自ら加筆修正することはなかった。—エウセビオス『教会史』3.29.15
エウセビオスによれば、マルコの記録は単なるイエスの語録集であったという。現代に『マルコによる福音書』と呼ばれる福音書とは内容が異なった書物を指していると見られるが、真相は諸説ある。
近代以降、聖書の批判的研究が進められる中で、初めてQ資料のような資料の存在の可能性を示したのはイギリス人のハーバート・マーシュであった。彼は1801年に、新約聖書に収録されている四つの福音書のうち、内容的に共通点が多いマタイとマルコとルカの共観福音書についての論文を発表し、共通資料の存在を仮定したが、同時代の人々には無視された。マーシュはこの資料をヘブライ文字のアルファベットから「ベート」と呼んだ。
現代のような形でのQ資料説を整えたのはドイツ人の神学者フリードリヒ・シュライアマハーであった。彼は1832年に古代の著作者パピアスの125年ごろの記述とされる「マタイはヘブライ語で書かれた主のことば（ロギア）をまとめた」という一節の「ことば」という部分からQ資料の存在を推測した。一般的にはこの部分はマタイ福音書の失われたヘブライ語版のことを指すとみなされてきたが、シュライエルマッハーはそうではなくイエス語録というものの存在を仮定していた。
1838年、同じくドイツのヴァイセがシュライエルマッハーの説を受けて、マルコ福音書が最初に成立し、マルコとイエス語録をもとにマタイとルカが書かれたという説、いわゆる二資料仮説を唱えた。ハインリヒ・ホルツマンはこの説を発展させ、共観福音書の成立過程を説得力ある形で解説した。
この頃、まだQ資料という呼び方はなく、パピアスの記述をもとに「語録（ロギア）」と呼ばれていたが、ホルツマンはこの資料を「ロギア」の頭文字から「ラムダ資料」と呼んだ。19世紀の終わりになるとパピアスの記述をイエス語録のこととみるのは問題が多いという指摘がされるようになったため、パピアスに由来する「ラムダ資料」という呼び方に変えて、ドイツ語で「出典」をあらわす「Quelle」の頭文字をとった中立的な「Q資料」と呼ばれるようになった。ちなみに最初にこの呼び方を提唱したのはドイツ人のヨハン・ヴァイスであるといわれている。
label=
20世紀の最初の20年間、さまざまな「Q資料」が想定された。それはマタイの一文だけを含むといったものから、マタイの本文がそっくりそのまま含まれるといったようなものまでかなり幅のあるものであった。このようにさまざまな説があらわれたことが逆にQ資料仮説そのものの信頼性を低下させることになり、Q資料仮説は、聖書学会では、あまり取り上げられなくなった。
Q資料仮説が再び脚光を浴びるのは1960年代に入ってからのことになる。ナグ・ハマディ写本に含まれていたイエス語録集『トマスによる福音書』が刊行されたことを受けて、ジェイムズ・M・ロビンソン（James M. Robinson）やヘルムート・コエスターといった聖書学者たちがQ資料とは『トマスによる福音書』のようなものであったという説を唱えたのである。
ナグ・ハマディ写本の内容が明らかになったことで、Q資料仮説への熱狂が再び高まった。特に大きな役割を果たしたのは聖書学者のジョン・クロペンボルグであった。クロペンボルグはQ資料が三つの段階を経て成立したという新しい説を示した。彼によれば初めにまとめられたQ資料はイエスの知恵のことばを中心に、貧しさや使徒としての資格についてのことばが含まれていた。そこへ終わりの日と裁きに関することばが付け加えられ、最後にイエスの誘惑のことばが付け加えられたという。
近代以降、聖書の批判的研究はプロテスタントの研究者たちが中心となって推し進めた。カトリック教会、特に教皇庁は19世紀のヨーロッパで盛んだった反教会主義への反発から、きわめて保守的な反近代主義をとるようになったため、プロテスタントの研究者たちによる近代的研究の成果をもなかなか受け入れなかった。二資料仮説とそこに含まれるQ資料の仮説についても近代主義と同種のものと捉えられていた。この動きは1869年の第1バチカン公会議においてその頂点を迎えた。この流れに沿って1912年に教皇庁立委員会が示したコメント（DS 3568-3578参照）は、二資料仮説とQ資料仮説を排斥している。
しかし20世紀に入り、反近代主義の束縛から解き放たれたことで、カトリック教会においてもプロテスタントの研究者による批判的聖書研究の成果の導入と積極的な聖書研究が行われるようになった。1943年に出されたローマ教皇ピウス12世による回勅『ディヴィーノ・アフランテ・スピリトゥ』では聖書研究に対するカトリック教会の姿勢がはっきりと示され、かつて発表された近代的聖書研究への否定はあくまでも当時の暫定的な意見であったと表明した。第2バチカン公会議文書の一つ、『啓示憲章』でも聖書研究における近代的方法論の活用が推奨されている。

## 二資料仮説

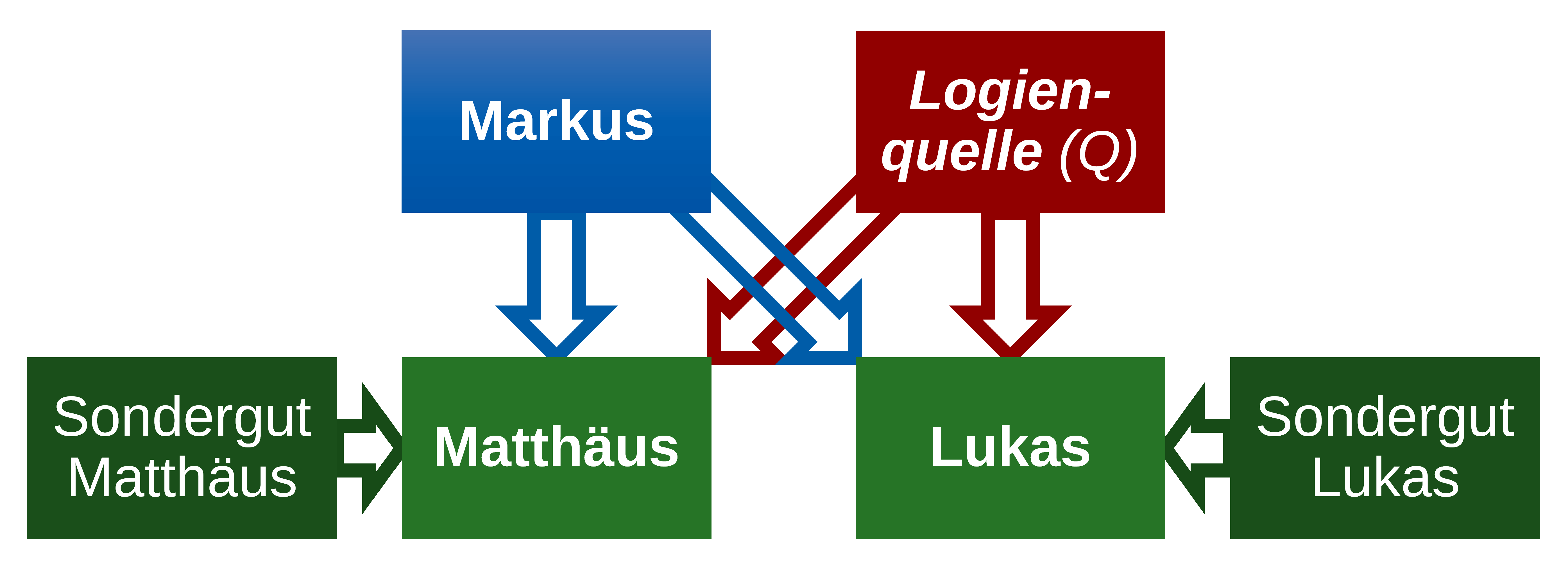
福音書成立の概念図

Q資料の存在を前提とする「二資料仮説」は、共観福音書の成立過程をもっとも簡明かつ合理的に説明できることから、現代の聖書学では最も有力な仮説である。
この仮説では、まず『マルコによる福音書』が成立し、マルコ書（またはマルコ書の原形である仮説資料「原マルコ」）を参考に、またもう一つ別のイエスの語録集（つまりQ資料）を利用して、『マタイによる福音書』と『ルカによる福音書』がそれぞれ著述されたとする。マタイ書とルカ書は、マルコ書（原マルコ）とQ資料の二つの資料を基にしているので、「二資料仮説」（二資料説）と呼ぶ。
なお、マタイ書とルカ書は、上記の二資料の他に、それぞれに独自の資料も利用したようであり、これを概説すると以下の通りとなる。
- マタイ書の構成 - マルコ書（原マルコ） ＋ Q資料 ＋ マタイに独自の特殊資料
- ルカ書の構成　 - マルコ書（原マルコ） ＋ Q資料 ＋ ルカに独自の特殊資料

## 存在の肯定
Q資料の存在は共観福音書の批判的研究から推定された。マルコになく、マタイとルカに共通してあらわれる記述のことを「二重伝承」と言うが、この二重伝承を分析することで、両福音書で、同じ出来事を描写しているにもかかわらず、記述の詳細さや文章表現に違いがあることから、マタイもルカも、お互いを参照してはいないという結論が生まれた。さらに二重伝承の中で、イエスの事跡では記述の相違が目につくが、イエスの「言葉」の部分では共通する点が多いということが注目され、ここから想定された共通のイエス語録資料がQ資料と呼ばれるようになった。
マタイとルカの相互独立性については次のようなことが言える。
- マタイとルカを比較すると、同じことについての描写（二重伝承）が異なっていることが多い。
- イエスの幼年時代の記述や、イエスの系図、あるいは復活に関する記事などに見られる決定的な相違は、イエスの言葉以外に関しては、それぞれが独自の資料を用いた結果であると説明できる。
- それぞれの思想的立場や執筆動機により、マタイやルカがおのおの編集を加えた部分の記事については、一方が他方の付加部分を盛り込んでいない。すなわち、どちらも互いを参照した形跡がない。
- マタイとマルコにいくつか見られる二重語（ダブレット、「目と耳」など同じ種類の言葉を繰り返すことで強調するヘブライ語的表現技法）の表現は半分がマルコに由来するもので、半分はQ資料などの共通資料によるものであると考えられる。

よって、マタイとルカは、一方が他方を参照したとは考えにくく、どちらも執筆時にQ資料のような共通資料を用いたと考えるほうが説明しやすいことが多い。理解の便に該当箇所を挙げると、たとえば以下のような点である。
- 言葉づかいの一致、たとえばマタイ6:24とルカ16:13、マタイ7:7-8とルカ11:9-10など。
- 山上の説教の描写の共通性。
- 二重語（ダブレット）の存在。マタイとルカが同じ言葉を異なる文脈で用いている部分があるが、このような箇所はしばしば原資料の存在の証左とされる。
- 特定の見方、たとえば申命記的歴史観はマタイ、ルカそのものよりQ資料に強く見られる。

## 存在の否定
オースティン・ファラー（Austin Farrer）、マイケル・グルダー（Michael Goulder）、マーク・グッドエーカー（Mark Goodacre）といった聖書学者たちはマルコ福音書が先に書かれたことを認めながら、Q資料の存在を否定し、 マタイがマルコを参照したことも否定する。他にもマタイ福音書が最初に書かれたという立場をとる学者たちはQ資料の存在を否定している。Q資料の存在を否定する立場の人々は次のような論拠を述べている。
- マタイとルカはどちらも、マルコ福音書を元にして言い回しを変え、降誕物語や復活物語を加え、イエスの言葉を大量に加えている。これは偶然こうなったのではなく、お互いの存在を知っていたということであろう。
- マタイとルカの両福音書が、共通してマルコ福音書の記事を収録している箇所で、マタイとルカの表現は一致するが、マルコとは微妙に異なる部分がある（フランス・ノイリンクの計算によれば、347箇所あり、これを「小一致」という）。この小一致の存在から、ルカとマタイが、マルコでもQ資料でもない共通資料を持っていたとも考えられる。そのような資料があったとすれば、Q資料の存在は必ずしも必要ではなくなってしまう。小一致の例をあげると、マルコの文章に単語を一つ付け加えた共通箇所は198箇所、二語加えたものは82箇所、三語は35箇所、四語は16箇所、五単語以上は16箇所である[2]。
- Q資料の存在を認める学者たちのあるものは20世紀に入って発見された『トマスによる福音書』のようなイエス語録こそが、Q資料の存在の可能性を証するものだと考えるが、マーク・グッドエーカーはルカとマタイから復元したQ資料は語録のみならず平叙文も含んでおり、単なるイエス語録とは考えにくいとしている。
- Q資料そのものが発見されないことと、初代教会の著作者たちがQ資料と思われるものに関して一切言及していないこと。
- 聖書学者ウィリアム・ファーマー（William Farmer）などは最初にマタイ福音書が書かれ、次にルカ、マルコはマタイとルカをまとめて簡略したものだという立場をとる。このような説は19世紀の聖書学者ヨハン・グリースバッハ（Johann Jakob Griesbach）の名前にちなんで「グリースバッハ仮説」という。これは伝統的な立場に近いが、もしマタイが最初に書かれたとすれば、Q資料の存在の前提となっている二資料仮説は崩れてしまう。
- ヨハン・ベンハム（John Wenham）などは、伝承通りに、マタイ、マルコ、ルカの順に福音書が書かれたという立場をとる。グリースバッハ仮説を支持する人々は、古代教会以来の伝承もマタイが最初に書かれたとしていることから、伝承を、無条件に根拠のないものとして退けることはできないと考えている。